# Тюйськ
Тюйськ (рос. Тюйск, башк. Төй) — присілок (у минулому селище) у складі Аскінського району Башкортостану, Росія. Входить до складу Аскінської сільської ради.
Населення — 257 осіб (2010; 385 у 2002).
Національний склад:
- росіяни — 33 %
- башкири — 28 %
- татари — 27 %